# Kalevi Sorsa
Taisto Kalevi Sorsa (Keuruu, 21 december 1930 - Helsinki, 16 januari 2004) was een Fins sociaaldemocratisch politicus.

## Vroege carrière
Sorsa ging naar school in Jyväskylä en Lappeenranta. In 1948 sloot hij zich aan bij de Sociaaldemocratische Partij (SDP) en werd actief binnen die partij. Daarnaast was Sorsa werkzaam bij een uitgeverij.
Van 1959 tot 1965 werkte hij voor de UNESCO in Parijs, hij was daarna secretaris-generaal van het Finse UNESCO-comité (1965-1969). Ook werkte hij binnen het ministerie van Onderwijs (1967-1969).
Binnen de SDP was Sorsa aanvankelijk een weinig opvallend persoon, maar dan veranderde toen hij de protegé werd van Rafael Paasio, de toenmalige leider van de SDP. Paasio schoof Korsa naar voren als kandidaat voor het secretaris-generaalschap van de SDP. Inderdaad werd Korsa ook als secretaris-generaal gekozen (1969). Van 1975 tot 1989 was hij voorzitter van de SDP.

## Premier
Op 4 september 1972 werd Sorsa minister-president. Hij stond aan het hoofd van een brede coalitie van de SDP, de Centrumpartij (KESK), de Liberale Volkspartij (LKP) en de Zweedse Volkspartij (SFP). In 1973 sloot hij een handelsverdrag met de EG. In december 1974 bezocht Sorsa de Sovjet-Unie waar hij toezegde in de toekomst te zullen streven naar een brede coalitie waarin naast de SDP en de KESK, ook de Finse Volksdemocratische Liga (SKDL, communisten/linkse-socialisten), zouden kunnen toetreden. Deze besprekingen in de USSR waren van groot belang omdat ze een einde maakten aan de ruzie tussen de Sovjet-Unie en de SDP die al jaren bestond.
In juni 1975 trad de regering af nadat president Kekkonen ministers had verweten te veel buitenlandse reizen te hebben gemaakt terwijl het slecht ging met de economie.
Op 15 mei 1977 vormde Kalevi Sorsa zijn tweede regering, een coalitie bestaande uit de SDP, KESK, LKP, SFP en de communistische SKDL. De tweede regering-Sorsa hield zich vooral bezig met het terugdringen van de inflatie en de werkloosheid. In 1978 werd Kekkonen herkozen als president van Finland. Traditioneel dient de regering dan haar ontslag in, om vervolgens te worden herbenoemd. Dit gebeurde ook met de regering-Sorsa. Alleen trad de SFP uit de regering. Uiteindelijk kwam er een einde aan de "volksfrontregering" toen in maart 1979 bij de verkiezingen de rechtse partijen een overwinning behaalden.
Toen premier Mauno Koivisto in 1982 tot president werd gekozen, benoemde hij Sorsa tot zijn opvolger als premier. In 1984 werd deze SDP/KESK/SKDL verbreed door de rechtse Boerenpartij (niet verwarren met de agrarische Centrumpartij) op te nemen in de regering.
Bij de parlementsverkiezingen van maart 1987 leden de Centrumpartij en de communisten een nederlaag. De SDP verloor slechts één zetel, maar de centrumlinkse coalitie kon niet worden gehandhaafd. De grote winnaar van de verkiezingen, de conservatieve Nationale Coalitie Partij, kon voor het eerst sinds 20 jaar een regering vormen. De SDP zat niet in deze regering.
Bij elkaar opgeteld was Kalevi Sorsa 3653 dagen premier van Finland, een record in de Finse politiek (ook anno 2005).

## Na zijn aftreden
Van 1989 tot 1990 was Kalevi Sorsa voorzitter van het Finse parlement (Eduskunta).
Sorsa schreef zijn memoires. Het feit dat hij, ondanks zijn machtspositie en het prestige dat hij genoot, nooit kandidaat is gesteld voor het presidentschap, en zijn verbittering daarover, komt uitvoerig aan bod in zijn memoires.
Kalevi Sorsa overleed op 73-jarige leeftijd aan kanker.

## Persoon
Kalevi Sorsa was geen gemakkelijke persoonlijkheid. Hij lag vaak overhoop met journalisten en collega politici. Hij kon wel goed overweg met collega's in het vak die machtiger waren dan hij, evenals ondergeschikten die het altijd met hem eens waren en hem steunden. Slecht kon hij overweg met ondergeschikten die het niet met hem eens waren of een onafhankelijk standpunt innamen.
Bijzonder slecht waren zijn relaties met Paavo Väyrynen (KESK), een machtig politicus uit de Centrumpartij en met Paavo Lipponen (SDP), een sociaaldemocraat van de jongere generatie die soms afwijkende standpunten innam.
- Gemeinsame Normdatei: 170539342
- International Standard Name Identifier: 0000 0000 5076 1861
- Library of Congress Control Number: n80008849
- Nationale Bibliotheek van Polen: a0000002834498
- Nederlandse Thesaurus van Auteursnamen: 132657813
- LIBRIS: 231487
- Système universitaire de documentation: 03076114X
- Virtual International Authority File: 18512984
- WorldCat: E39PBJkhJmPqBb8wCTrMCkBtrq